# Piaggio P180 Avanti
Il Piaggio P180 Avanti è un aereo da trasporto executive da 6-9 passeggeri, progettato e costruito dall'italiana Piaggio Aerospace. È l'unico aeroplano al mondo prodotto in serie che sia stato progettato, sviluppato e certificato con una configurazione a tre superfici portanti.

## Storia del progetto

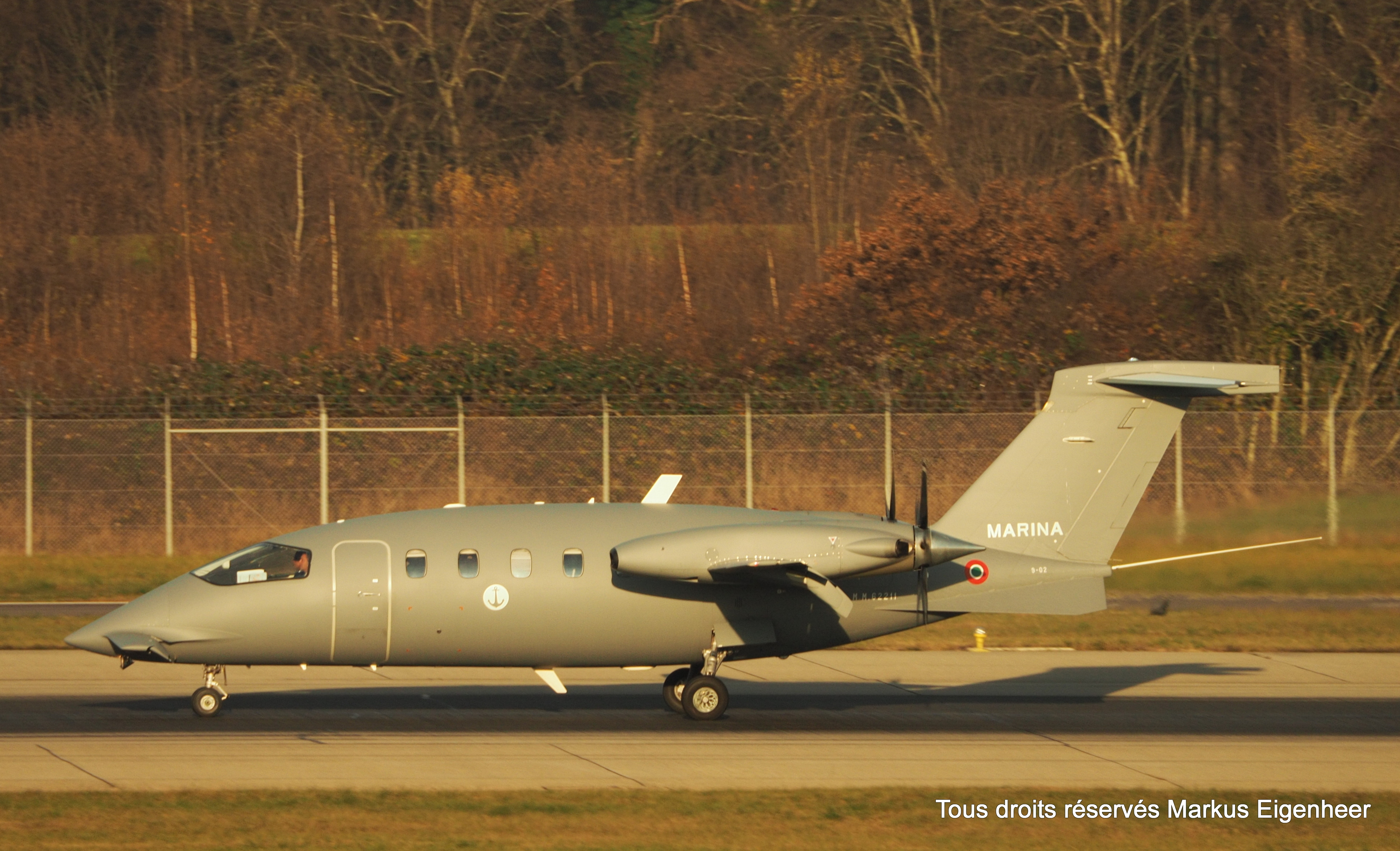
P180 Avanti impiegato dalla Marina Militare Italiana

Il P180 iniziò le prove in galleria del vento in Italia e negli Stati Uniti nel 1980 per finirle un anno dopo. A partire dal 1982 per sviluppare il velivolo fu attuata la collaborazione con la Learjet che finì nel 1986, anno del volo del primo prototipo. Il certificato di tipo per consentire l'utilizzo del modello nello spazio aereo degli Stati Uniti d'America fu rilasciato dalla Federal Aviation Administration (FAA) nel 1990. Il progetto è dell'ingegnere Alessandro Mazzoni che ne detiene il brevetto. La prima di 12 fusoliere fu costruita nello stabilimento di Wichita nel Kansas, con parti della H&H Parts e della Plessey Midwest, e poi inviata per via aerea in Italia per l'assemblaggio finale. La Avanti Aviation Wichita fallì nel 1994 e il progetto subì una grave battuta d'arresto finché un gruppo di investitori, guidato da Piero Ferrari, intervenne nel 1998. Il centesimo aereo fu consegnato nell'ottobre 2005.

## Tecnica

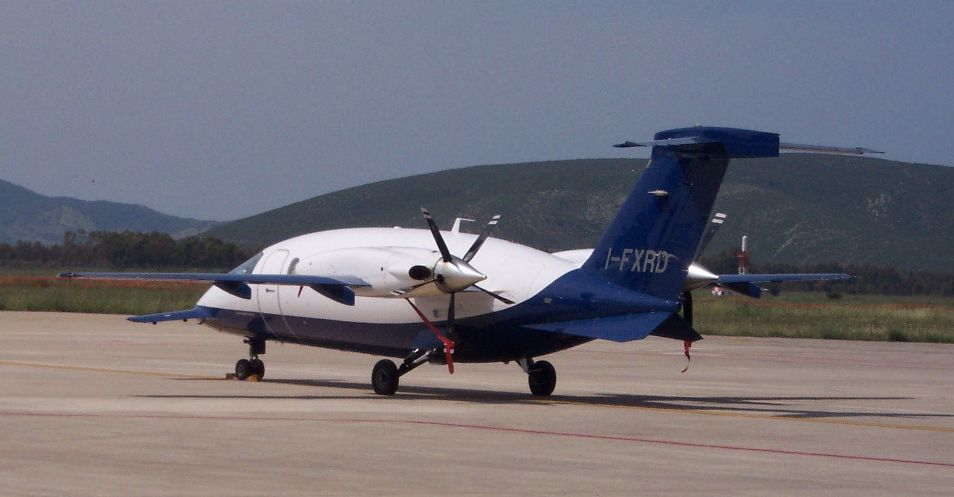
Un P180 Avanti I-FXRD della Blue Panorama Airlines. Si notino i piccoli e caratteristici piani di coda a delta alla base della coda, frutto della collaborazione iniziale con la Learjet.

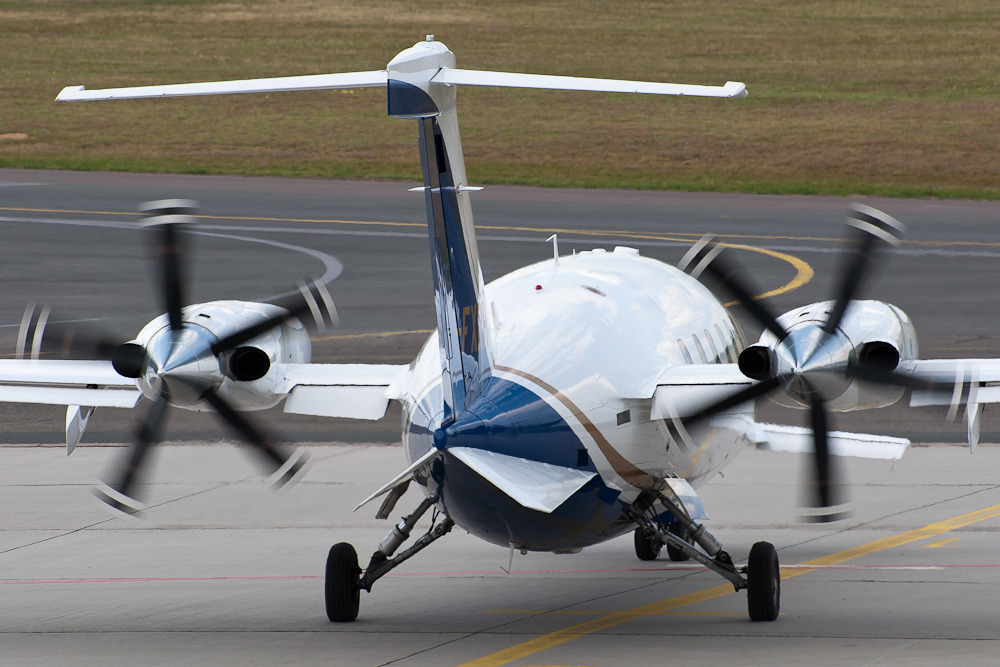
P180 Avanti I-FXRH - vista posteriore.

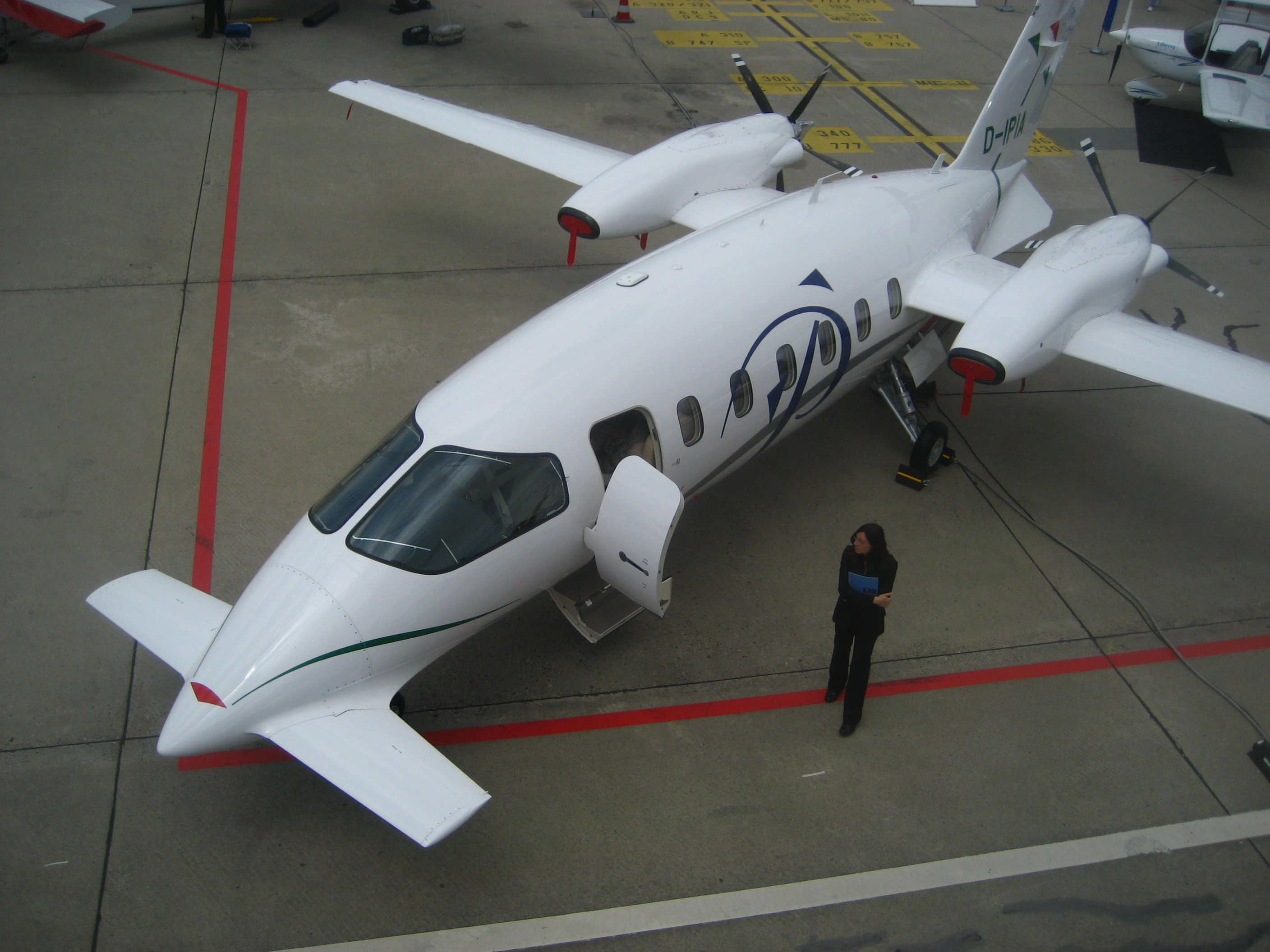
P180 Avanti II - vista superiore.

L'Avanti è motorizzato con due turboeliche in configurazione spingente installate su un'ala rastremata a profilo laminare. La particolare configurazione prevede una posizione dell'ala arretrata dietro la cabina passeggeri e un alto allungamento alare. Nella parte posteriore l'impennaggio è a T, mentre nella parte prodiera è presente un'ala anteriore, infatti questa particolare configurazione viene definita a tre superfici portanti, calettata con un angolo di diedro negativo e dotata di ipersostentatori in aggiunta a quelli dell'ala principale. Il velivolo viene spesso erroneamente indicato come esempio di configurazione canard. Questa dizione risulta impropria in quanto l'ala anteriore è priva delle superfici mobili di controllo tipiche del canard.
La configurazione delle superfici alari consente a tutte e tre di fornire portanza, a differenza di quanto accade nelle altre configurazioni di velivoli in cui lo stabilizzatore del piano orizzontale di coda crea una forza diretta verso il basso per contrastare il momento che tende a far abbassare la prua dell'aereo, momento generato dall'usuale accorgimento di porre il centro di gravità più avanzato rispetto al centro delle forze di portanza per migliorare la stabilità dinamica longitudinale. La configurazione a tre superfici portanti è stata brevettata con il nome "Three-Lifting-Surface Configuration" (3LSC).
La configurazione propulsiva con eliche spingenti, ripresa dai modelli P-136 e P-166, nasce anche con l'obiettivo di abbassare i livelli di rumorosità in cabina in quanto i dischi di rotazione delle eliche, causa di una consistente quantità di rumore in questo tipo di velivoli, si vengono a trovare più indietro rispetto alle zone occupate dai passeggeri. Questa scelta progettuale porta però alla generazione di una particolare impronta sonora inconfondibilmente "acuta" all'esterno a causa dell'interferenza aerodinamica degli scarichi motore con le eliche stesse.

### L'ala anteriore
L'ala anteriore è calettata con un angolo di incidenza tale da causare uno stallo aerodinamico prima che lo stesso fenomeno insorga sull'ala principale, producendo un effetto automatico di abbassamento del muso che rende più difficile la perdita completa di portanza per il velivolo. La configurazione con angolo diedro negativo deriva dalla necessità di evitare che la turbolenza causata alteri il flusso aerodinamico in entrata alle prese d'aria dei motori o che investa l'ala principale o lo stabilizzatore orizzontale.

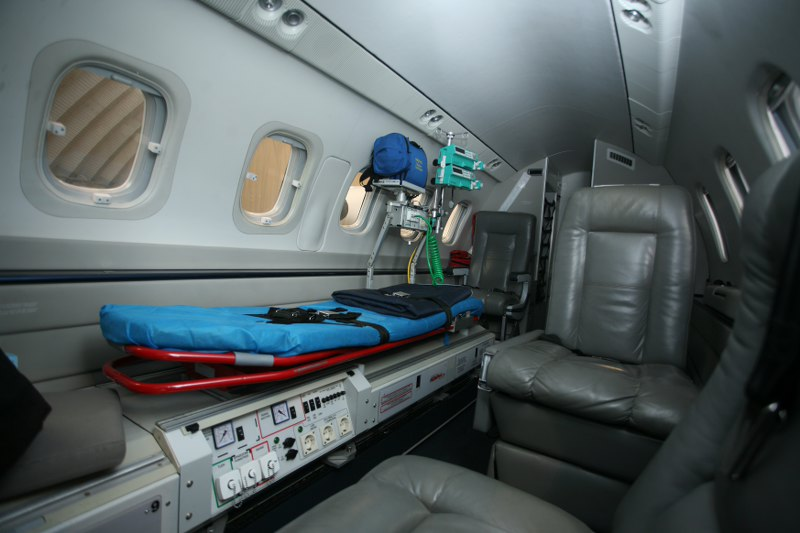
Interno adibito ad uso sanitario

### L'Avanti II
Una versione rinnovata, battezzata Avanti II, ha ottenuto la certificazione europea e USA nel novembre del 2005 ed è caratterizzata da numerose migliorie. Al 2011 sono stati consegnati 40 esemplari, mentre gli ordini assommano a più di 80 unità ulteriori. 36 velivoli sono stati consegnati alla Avantair, una società di noleggio statunitense con sede nel New Jersey che utilizza esclusivamente aeromobili Piaggio di cui 21 Avanti vecchio tipo più i nuovi Avanti II, con un piano per arrivare a 80 velivoli. La Avantair è fallita nel 2014. L'Avanti II ha un nuovo motore PT-6 che consente di aumentare di 11 nodi o 20 km/h circa la velocità massima con un minor consumo di carburante. Il peso massimo al decollo è stato innalzato dai 5 240 kg (11 550 libbre) originari a 5 500 kg (12 100 libbre), con significativi guadagni di carico utile ed autonomia. Il velivolo può decollare da una pista di 1 000 m (3 300 piedi) e ha una autonomia di 2 700 km (1 700 miglia).
Tra le altre modifiche l'adozione di una strumentazione digitale integrata, a configurazione glass cockpit, che riunisce su tre schermi LCD le informazioni generate dai sensori su parametri di volo, motori, sistemi velivolo e apparati di navigazione, anticollisione (TCAS e TAWS) e comunicazione.

### Avanti Evo
È del 2014 la versione Evo, con una velocità di 745 km/h, un'autonomia di 3 180 km oltre a consumo e rumorosità diminuiti.

### Piaggio MPA

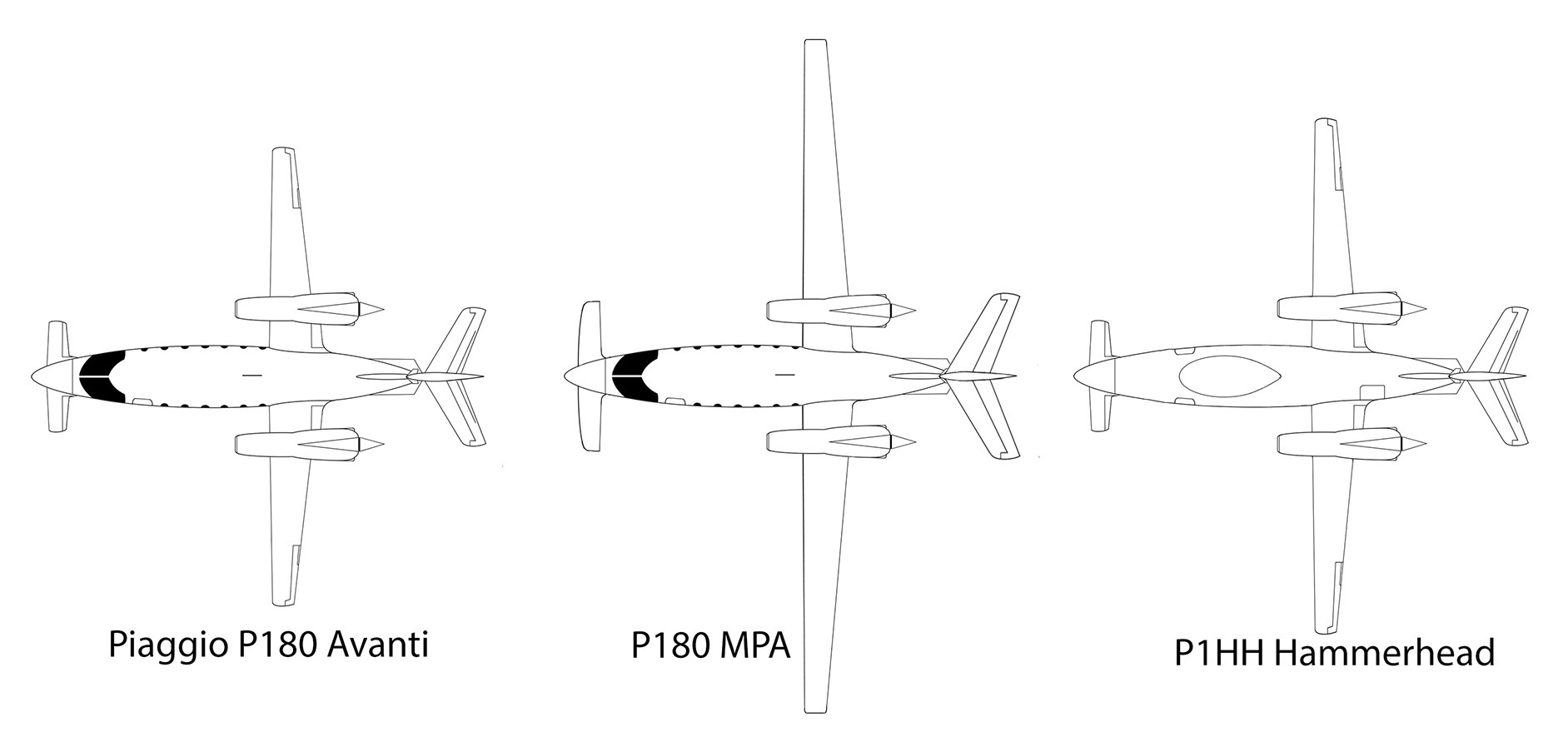
Confronto del P180 con le versioni MPA e P1HH

Il Multirole Patrol Aircraft è una versione che si prevede avrà prestazioni migliorate, tra le quali un aumento del 50% dell'apertura alare, del 35% per la superficie dello stabilizzatore, del 20% per la superficie delle alette frontali e un incremento del 50% della capacità del serbatoio, oltre a delle nuove eliche con pale a scimitarra (più silenziose) e ad un significativo incremento della potenza del motore. È progettato per scopi di pattuglia, sorveglianza e intelligence.

## Impiego operativo

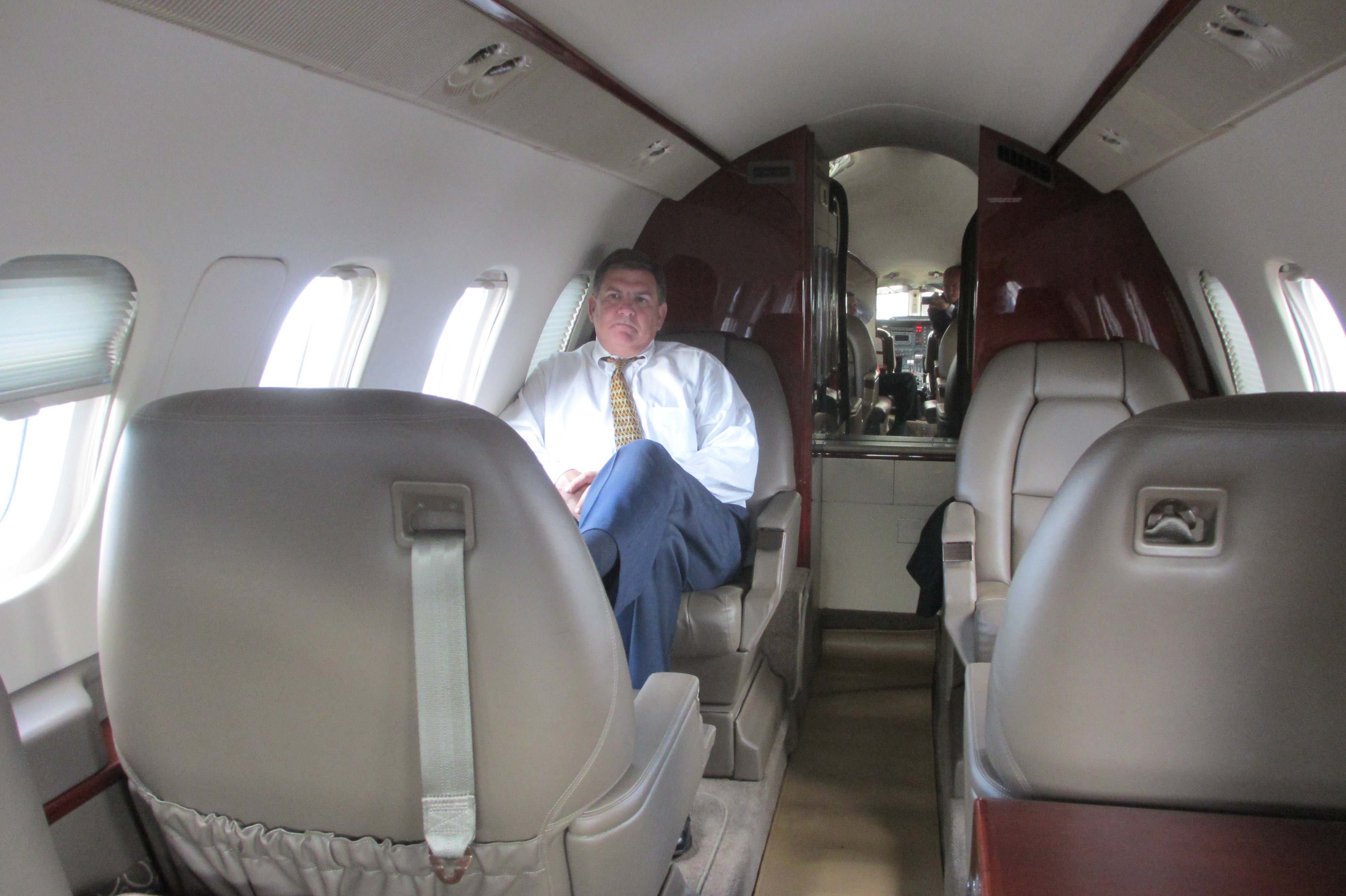
Cabina

Il P180 ha avuto come cliente di lancio l'Aeronautica Militare e successivamente ha avuto successo di vendite soprattutto nel settore del trasporto privato ed aerotaxi, fractional ownership. Oggi più di 200 esemplari volano in Europa, Nord e Sud America, Medio Oriente, Cina. Piaggio Aero e il P180 Avanti II, lanciato nel 2004, hanno legato il loro nome anche alla Ferrari, grazie alla presenza di Piero Ferrari nella proprietà e grazie a un accordo di sponsorizzazione tra le due aziende, un'intesa che ha fatto dell'Avanti II l'aereo della Scuderia e di Piaggio Aero lo sponsor dei piloti Felipe Massa e del campione del mondo 2007 Kimi Räikkönen.

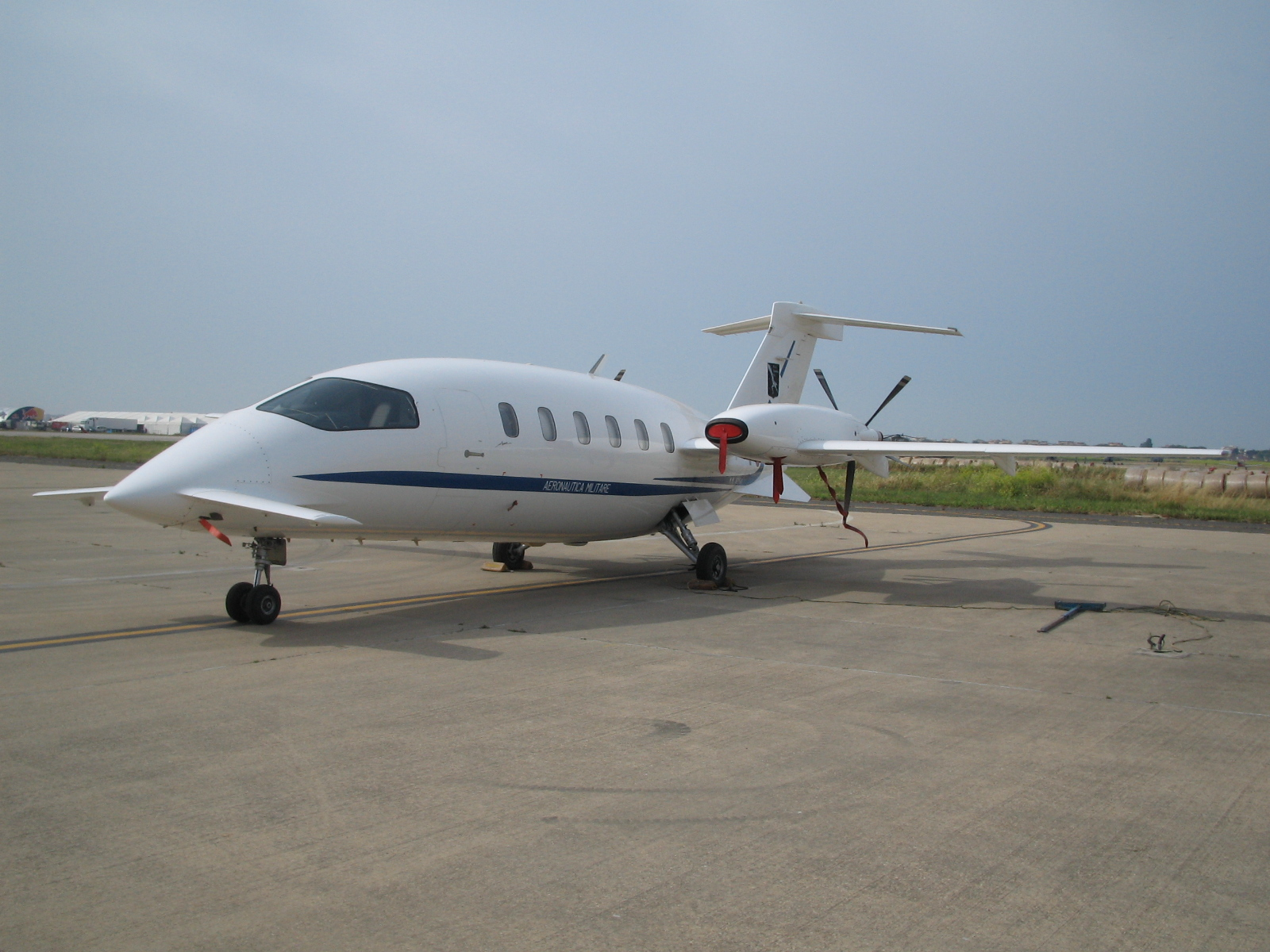
P180 dell'Aeronautica Militare.

Gli esemplari operati da Forze Armate ed Enti dello Stato sono: Esercito (3 esemplari), Aeronautica Militare (15 esemplari), Marina Militare (3 esemplari), Corpo dei Vigili del Fuoco (2 esemplari), Polizia di Stato (3 esemplari), Carabinieri (2 esemplari), Guardia di Finanza (2 esemplari), Protezione Civile (2 esemplari) ed ENAV (4 esemplari attrezzati per radiomisure). Questi velivoli sono configurabili in versione solo passeggeri, in versione da trasporto, in versione da trasporto medico o in combinazioni tra queste versioni; alcuni sono stati modificati con l'installazione di apparati di sorveglianza FLIR ad infrarosso per meglio assolvere ai compiti degli utilizzatori. Altri utilizzatori sono il governo canadese, che utilizza alcuni esemplari per la Royal Canadian Mounted Police, e lo Stato polacco, che impiega 2 velivoli per il trasporto sanitario e per interventi di urgenza, grazie a una configurazione degli interni studiata ad hoc.

## Utilizzatori

### Civili

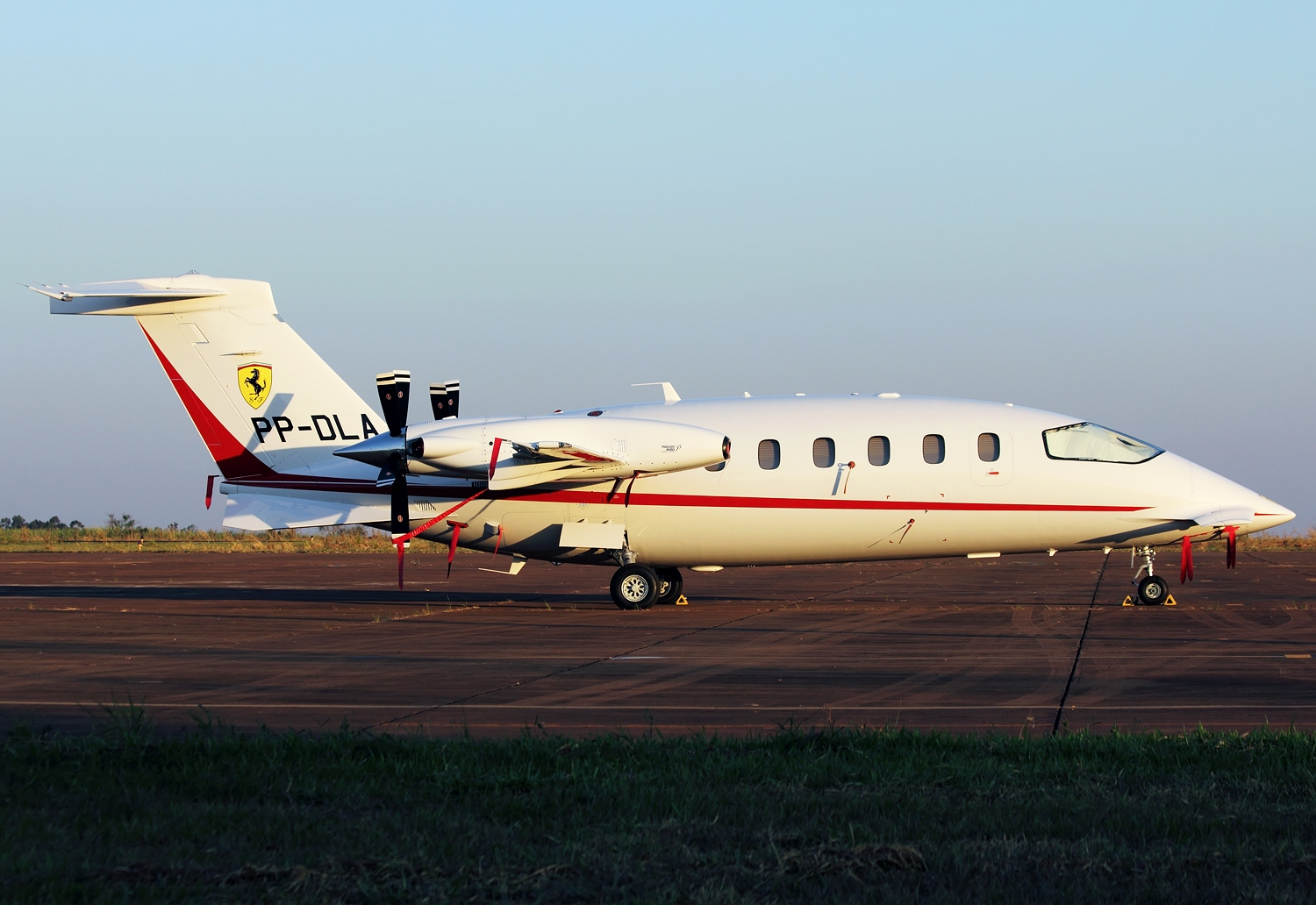
P180 Avanti II per la Ferrari

Bangladesh
- Airang Aviation Ltd.

2 P.180II 
 Cina
- SR Jet[8]

2 P.180II
 Francia
- Oyonnair

7 P.180 Avanti Evo consegnati, più un ulteriore esemplare ordinato, con consegna prevista per il primo semestre del 2023.
 Germania
- AirGo[11]

3 P-180II
2 P-180EVO
 India
- TajAir

2 P.180II, dismessi
- MSPL Limited
- Air Works India Engineering Pvtd. Ltd.

 Indonesia
- Susi Air

3 P.180II
 Malta
- Hermes Aviation

 Russia
- LPS-Aero[14]

1 esemplare
 Stati Uniti
- Avantair

Il più grande operatore di P.180, con 56 velivoli. Fallita nel 2014
- Mid-South Service

1 P.180 Avanti EVO in configurazione VIP ordinato a settembre 2020.
- Off The Chain Capital

1 P.180 EVO ordinato ad aprile 2021.

### Governativi
Canada
- Royal Canadian Mounted Police

1 esemplare, dismesso nel 2014
 Italia

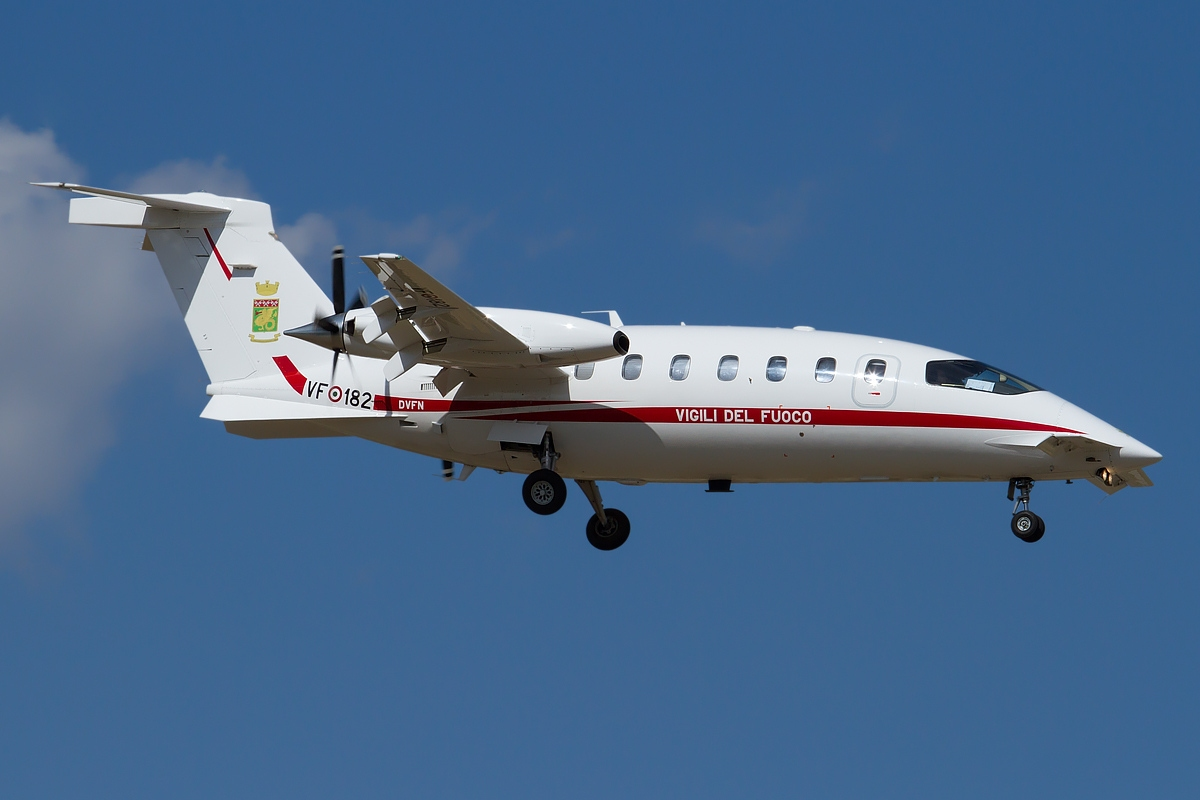
P180 Avanti dei vigili del fuoco

- Corpo Nazionale dei Vigili del fuoco

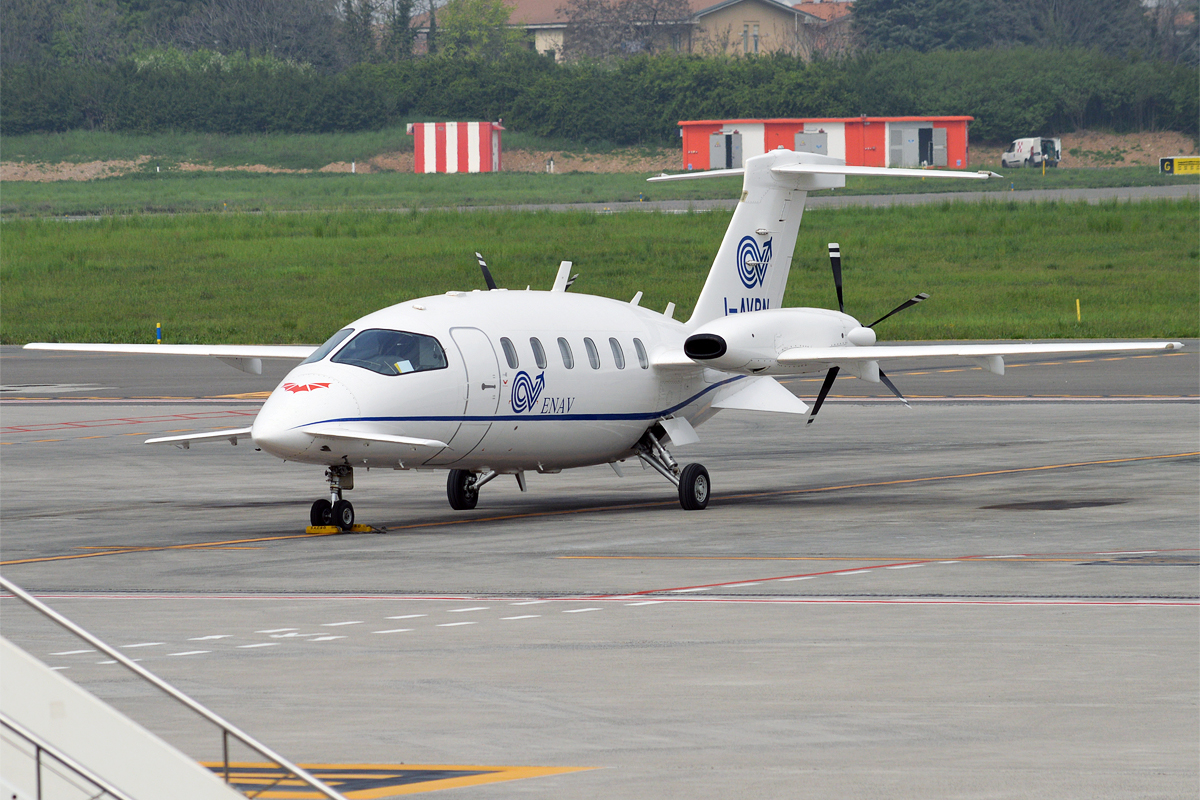
P180 Avanti II allestito per le radiomisure, in dotazione a ENAV.

2 P180 Avanti II
- ENAV

4 P180 Avanti II in servizio all'ottobre 2019.
- Servizio aereo della Guardia di Finanza

2 P180 consegnati ed in servizio al dicembre 2019.

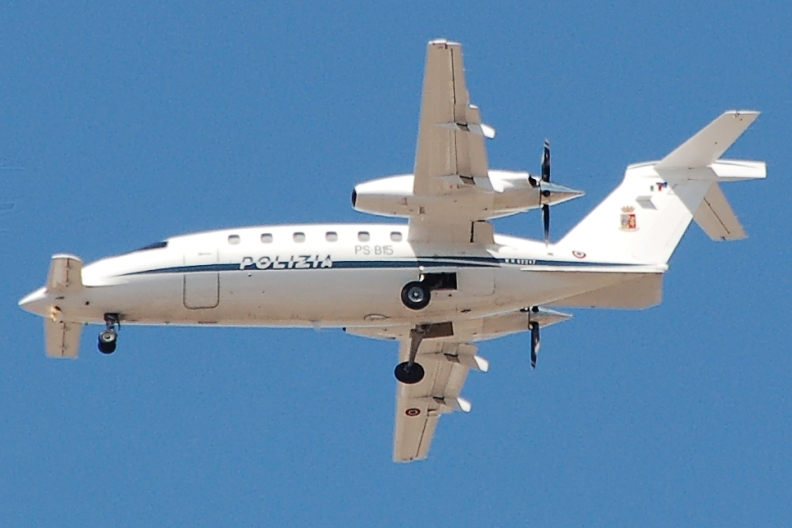
P180 impiegato dalla Polizia di Stato

- Servizio aereo della Polizia di Stato

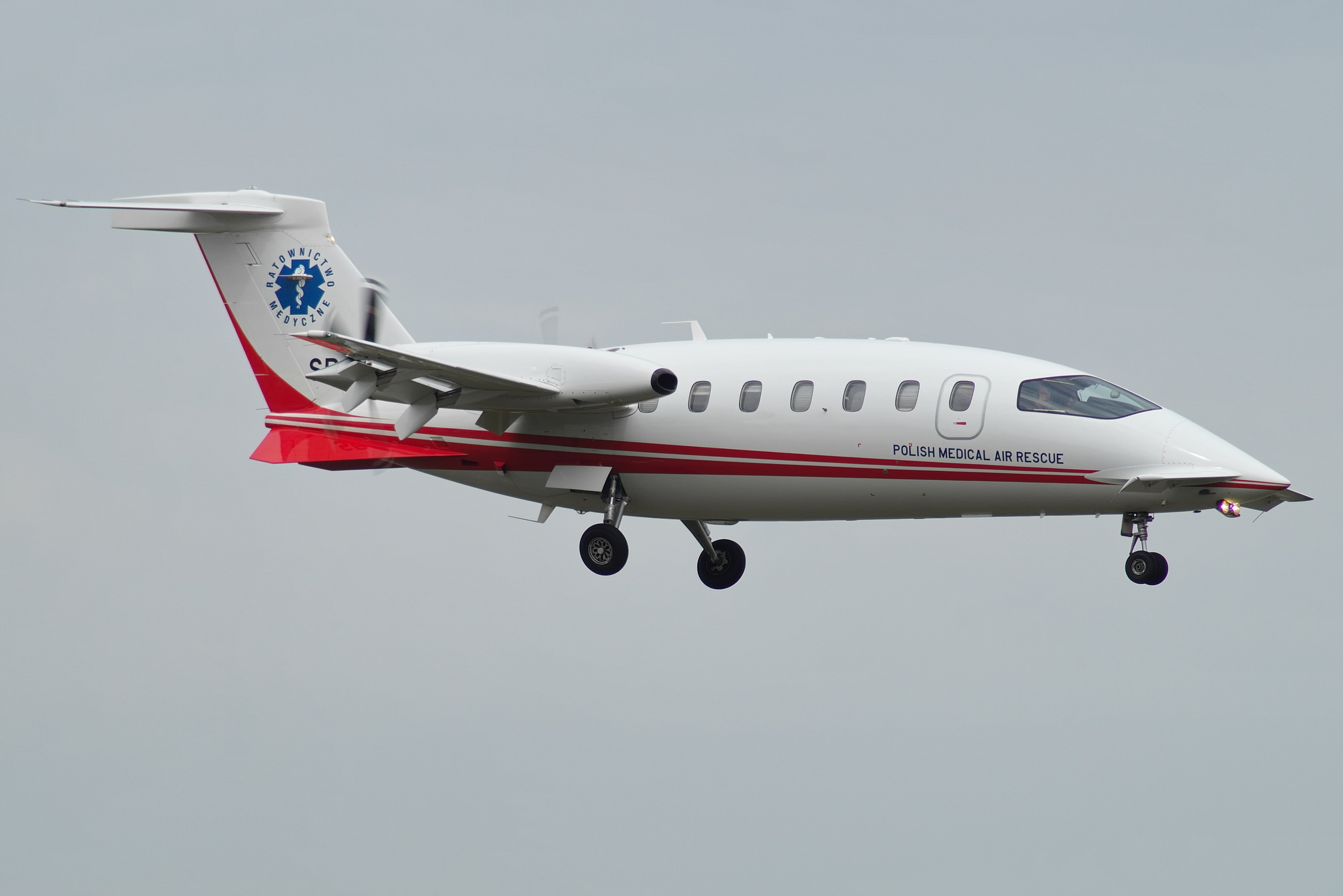
P180 Avanti II in servizio presso la Lotnicze Pogotowie Ratunkowe

3 P.180 Avanti II in servizio.
 Polonia
- Lotnicze Pogotowie Ratunkowe

2 P180 Avanti II
 Uganda
- Uganda Police Force

1 P180

### Militari
Emirati Arabi Uniti
- Al-Imarat al-'Arabiyya al-Muttahida
  - Stormo Trasporti (Abu Dhabi/Bateen)

2 P.180 consegnati e tutti in servizio all'ottobre 2019.
 Italia
- Aeronautica Militare
  - 71º Gruppo (Pratica di Mare)
  - 93º Gruppo (Ciampino)
  - 204º Gruppo - Centro Addestramento Equipaggi Multi-Crew (Pratica di Mare)

17 P.180 Avanti di cui 4 in configurazione Radiomisure consegnati, 11 in servizio al giugno del 2020. Ulteriori 9 P.180 EVO+ ordinati nell'aprile del 2019, cinque dei quali saranno in configurazione da trasporto, e quattro in configurazione radiomisure. Primi 3 dei nove nuovi P180 EVO+ consegnati a novembre 2024.
- Servizio Aereo Carabinieri

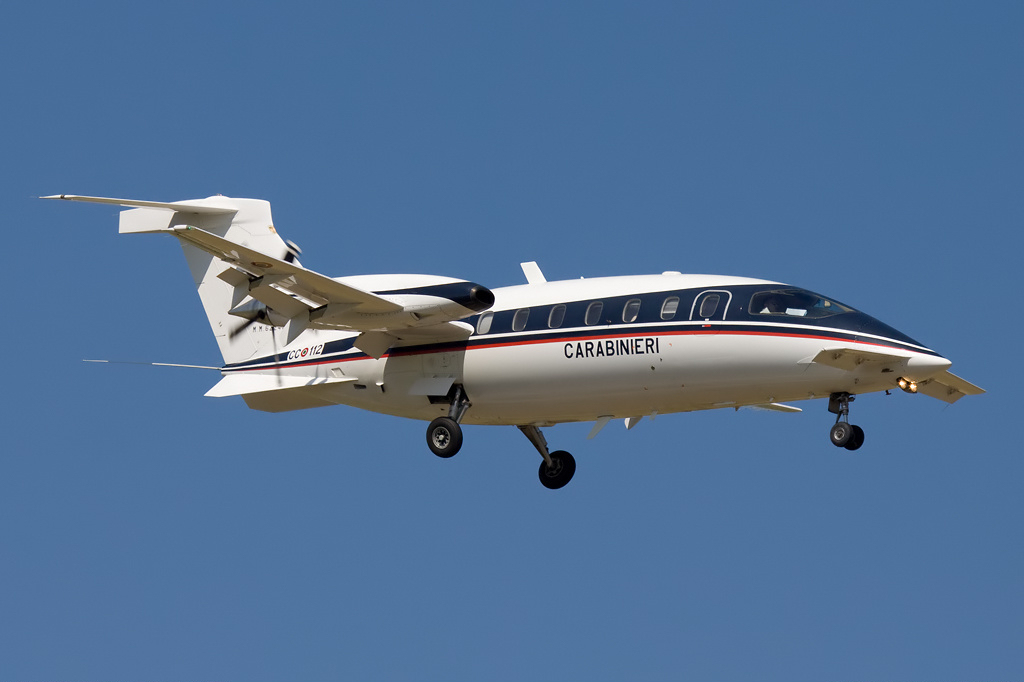
P180 Avanti dei Carabinieri

  - Raggruppamento Aeromobili - Nucleo Aeroplani (Pratica di Mare)

2x P.180 Avanti II (uno dell'ex Corpo forestale dello Stato), in servizio al giugno 2020.
- Aviazione dell'Esercito
  - 28º Gruppo Squadroni "Tucano" - Squadrone ACTR (Viterbo)

3 P.180M Avanti II consegnati e tutti in servizio al giugno 2020.
- Aviazione Navale Italiana
  - Sezione Aerea Marina Militare (Pratica di Mare)

2x P.180M Maritime Avanti II in servizio al giugno del 2020.

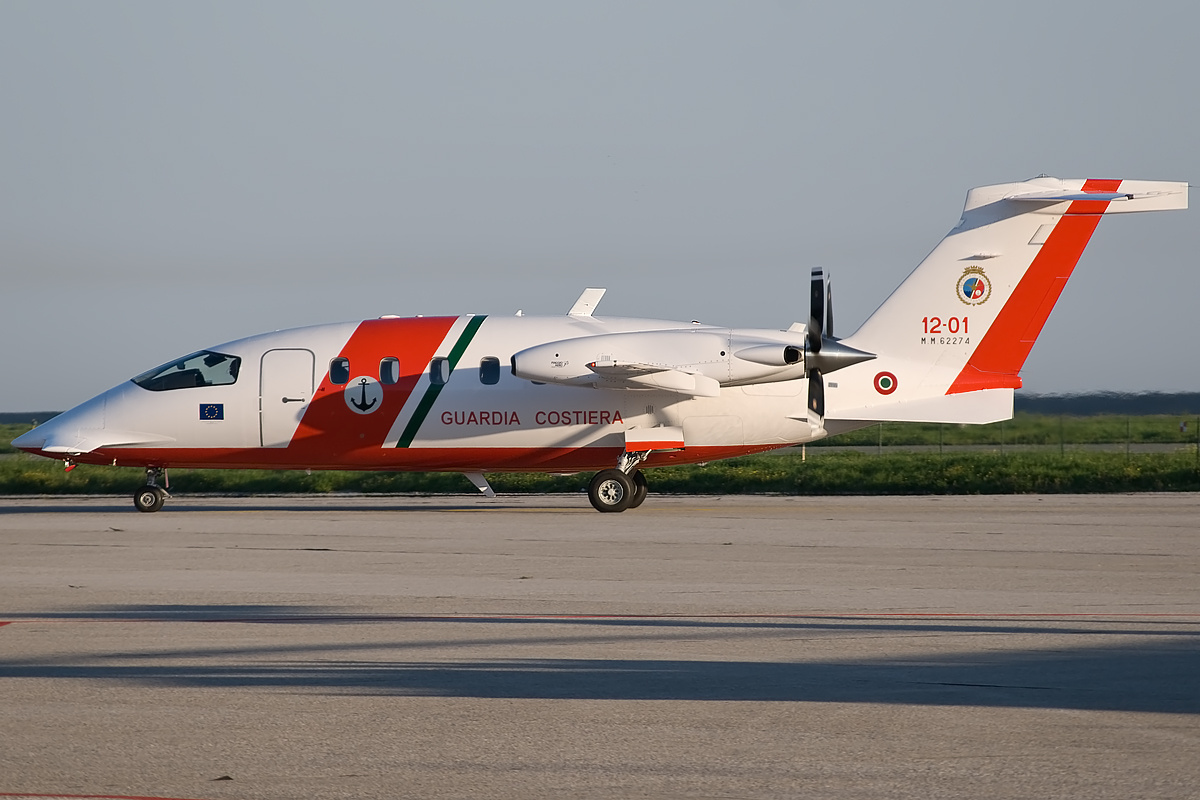
P.180 Avanti II in dotazione alla Guardia Costiera italiana.

- Corpo delle capitanerie di porto - Guardia costiera
  - 2º Nucleo Aereo (Catania/Fontanarossa)

Un P.180 Avanti II consegnato a marzo 2011 ed in servizio al giugno 2020. Utilizzato per le esigenze di collegamento e, con la dotazione di bordo installata, per attività di sorveglianza.
 Thailandia
- Kongthap Akat Thai
  - 402º Gruppo (Takhli)

1 P.180 Avanti II ordinato il 30 settembre 2014 in configurazione aerofotogrammetrica.